# Iunio Valerio Romano
Iunio Valerio Romano (Lecce, 29 gennaio 1971) è un politico italiano.

## Biografia
È sposato e ha due figlie. Diplomato al liceo scientifico "Giulietta Banzi Bazoli" di Lecce, si è laureato in giurisprudenza all'Università "Aldo Moro" di Bari con una tesi in diritto privato. Dopo avere conseguito il titolo di avvocato presso la Corte di Appello di Lecce e l'abilitazione all'insegnamento delle materie giuridiche ed economiche, ha intrapreso la carriera di funzionario pubblico nel Ministero del lavoro e delle politiche sociali. È stato coordinatore delle aree vigilanza presso l'Ispettorato del lavoro di Lecce. È autore di svariate pubblicazioni in materia di lavoro e legislazione sociale.

### Attività politica
Alle elezioni politiche del 2018 è stato candidato dal Movimento 5 Stelle al Senato della Repubblica nel collegio uninominale di Lecce-Francavilla ed eletto con il 42,64% dei voti. 
Nel corso della XVIII legislatura è stato dapprima membro della Commissione Affari Costituzionali, successivamente della Commissione Difesa, della quale è stato segretario dal 30 gennaio 2019 al 28 luglio 2020, e, infine, della Commissione Lavoro, in seno alla quale è stato capogruppo del M5S dal 19 ottobre 2020 sino al termine della XVIII Legislatura. Il 12 maggio 2021 è stato eletto vicepresidente della Commissione parlamentare di inchiesta sulle condizioni di lavoro in Italia, sullo sfruttamento e sulla sicurezza nei luoghi di lavoro pubblici e privati.
Nell'attività parlamentare, si è prevalentemente occupato di diritto del lavoro, presentando come primo firmatario diversi disegni di legge sui temi della sensibilizzazione alla sicurezza del lavoro, di certificazione dei contratti di lavoro, di riorganizzazione dell'Ispettorato nazionale del lavoro, di tutela della gravidanza per le donne libere professioniste, di istituzione della Procura nazionale del lavoro e di introduzione del reato di organizzazione del lavoro mediante violenza o minaccia. A sua prima firma anche i disegni di legge in materia di Riserva selezionata delle Forze armate e di ripristino della festività nazionale del 4 novembre
È stato, inoltre, primo firmatario di due disegni di legge costituzionale: per l'introduzione nell'articolo 1 della Costituzione del principio di laicità della Repubblica e di modifica agli articoli 36 e 37 della Costituzione in materia di diritto a condizioni di lavoro sicure e alla genitorialità.
Dal 10 dicembre 2021 al 10 dicembre 2023 è stato componente del Comitato per le politiche del lavoro del Movimento 5 Stelle.
Dal 15 febbraio 2023 riveste la carica di Coordinatore per la Provincia di Lecce del Movimento 5 Stelle.

## Pubblicazioni
- Iunio Valerio Romano, L'ispezione in materia di lavoro e legislazione sociale: l'apparato sanzionatorio aggiornato al c.d. decreto Bersani-Visco e alla Finanziaria 2007, Matelica (MC), Halley Editrice, 2007[19].
- Iunio Valerio Romano, Il nuovo diritto penale della sicurezza nei luoghi di lavoro, a cura di F. Giunta e D. Micheletti, Milano, Giuffrè Editore, 2010, redazione dei capitoli IV e V (pagg. 522-606)[20].
- Iunio Valerio Romano, La nuova ispezione del lavoro, Roma, EPC Editore, 2011[21].
- Iunio Valerio Romano, Ispezione del lavoro e contenzioso, Milano, Giuffrè Editore, 2012[22].
- Iunio Valerio Romano, La nuova ispezione del lavoro dopo il Jobs Act, Milano, Giuffrè Editore, 2016[23].